# Ozarba consanguis
Ozarba consanguis är en fjärilsart som beskrevs av George Francis Hampson 1902. Ozarba consanguis ingår i släktet Ozarba och familjen nattflyn. Inga underarter finns listade i Catalogue of Life.